# Francesco Santoro
Francesco Santoro (Gioia dei Marsi, 22 luglio 1910 – Badia di Sulmona, ottobre 1943) è stato un militare e aviatore italiano, decorato con la medaglia d'oro al valor militare alla memoria nel corso della seconda guerra mondiale.

## Biografia

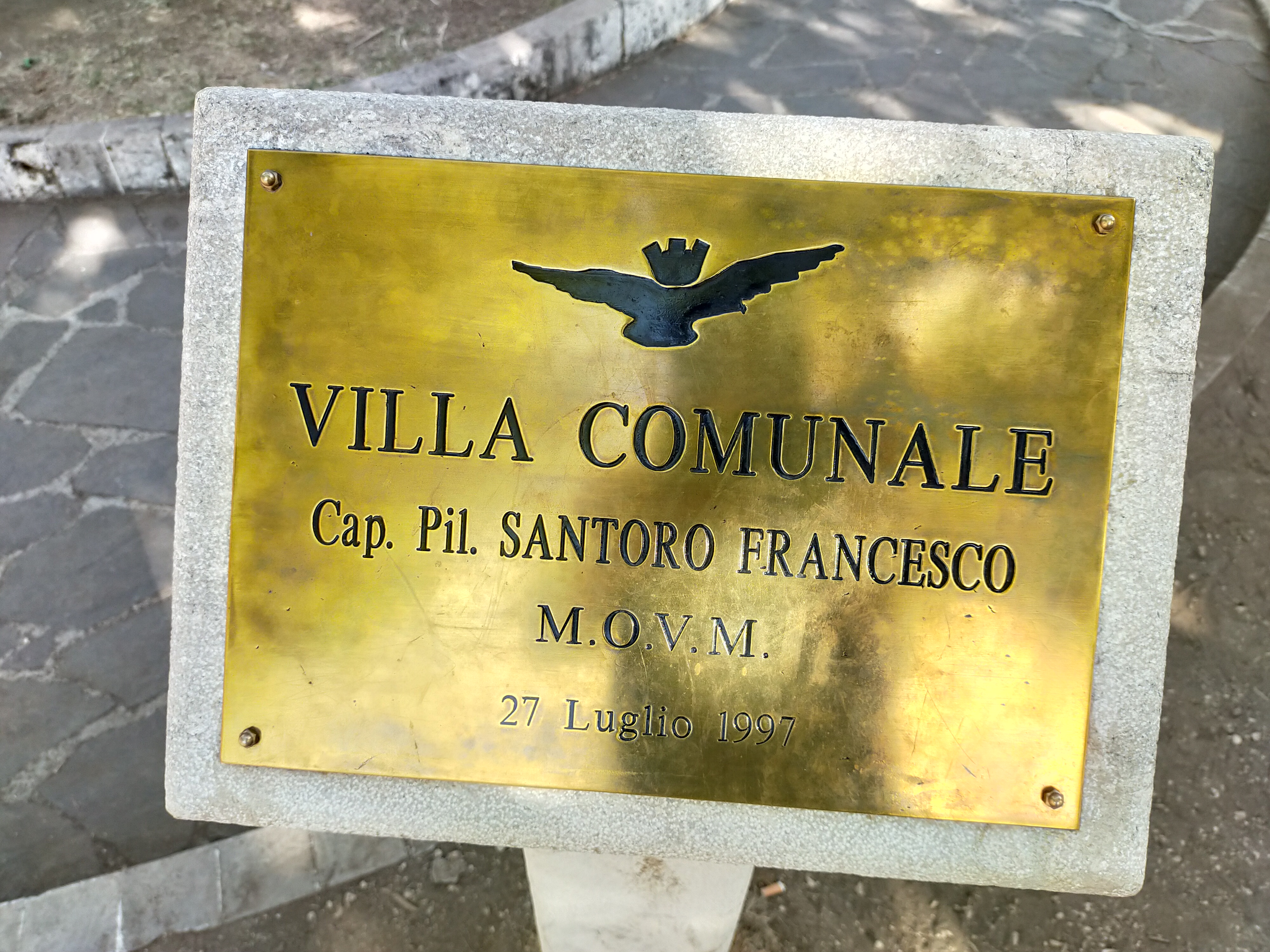
Villa comunale di Gioia dei Marsi intitolata a Francesco Santoro

Nacque il 22 luglio 1910. Nel novembre del 1928 si arruolò volontario nella Regia Aeronautica frequentando successivamente la Scuola di volo di Sesto San Giovanni da cui uscì nel febbraio del 1930 con il brevetto di pilota e il grado di primo aviere. Nel marzo successivo fu inviato alla Scuola di osservazione aerea e promosso sergente divenne pilota militare nel mese di giugno. Congedatosi nel dicembre di quello stesso anno conseguì il diploma magistrale a L'Aquila nel 1933. Richiamato in servizio attivo nel febbraio del 1935, fu promosso sottotenente di complemento e assegnato in servizio al 20º Stormo Ricognizione Terrestre per espletare il servizio di prima nomina.
Trattenuto in servizio, nell'ottobre 1936 partì per combattere volontario nella guerra di Spagna, venendo posto in servizio permanente effettivo nell'aprile del 1937 e promosso tenente. Tre anni dopo fu promosso capitano e assegnato in servizio al 9º Stormo Bombardamento Terrestre. Dopo l'entrata in guerra del Regno d'Italia, avvenuta il 10 giugno 1940, combatte sul fronte occidentale contro la Francia. Nel mese di settembre lo stormo fu mandato in Africa Settentrionale Italiana da dove ritornò in Italia qualche mese dopo a causa di una grave malattia. Rientrò in servizio attivo nel febbraio del 1941, assegnato allo Stato maggiore della Regia Aeronautica a Roma, dove si trovava all'atto della firma dell'armistizio dell'8 settembre 1943.
Riuscì a sfuggire alla cattura da parte dei tedeschi e ad entrare a far parte della formazione partigiana denominata "Conca di Sulmona", con la quale partecipò a numerose azioni.
Nel mese di ottobre decise di passare la linea del fronte e di recarsi nell'Italia liberata, portando con sé importanti documenti sullo schieramento delle truppe germaniche. Assieme al cognato, il tenente colonnello Carlo Fioroni, nella notte tra il 20 e il 21 ottobre venne catturato dai tedeschi della 305. Infanterie-Division nei pressi di Castel di Sangro. Entrambi vennero prima trasferiti a Sulmona e condannati a morte dal Tribunale militare tedesco, e poi trasferiti al campo di prigionia 78 di Fonte d'Amore. Durante il tragitto verso il Campo, Santoro tentò una fuga disperata lanciandosi dal camion in corsa, venendo freddato da una raffica di mitra. Il cognato è riuscito invece a fuggire dal Campo di prigionia. Inizialmente seppellita in modo improvvisato, la sua salma venne riesumata l'8 ottobre 1944, e gli vennero tributati funerali solenni presso la cattedrale di San Panfilo a Sulmona. Con Decreto Luogotenenziale del 3 maggio 1946 fu decretata la concessione della medaglia d'oro al valor militare alla memoria, massima onorificenza italiana.